# Stazione di San Polo Matese
La stazione di San Polo Matese è una fermata ferroviaria posta sulla linea Termoli-Venafro. Serve il centro abitato di San Polo Matese.

## Storia
La fermata di San Polo Matese venne attivata il 2 dicembre 2019.

## Strutture e impianti
La fermata, posta alla progressiva chilometrica 7+209 fra le stazioni di Guardiaregia e di Boiano, conta un unico binario, servito da un marciapiede lungo 125 m e alto 25 cm sul piano del ferro.